# شيحان (الكرك)
شيحان منطقة سكنية تقع في لواء القصر، محافظة الكرك في الأردن. تنتمي المنطقة لقضاء القصر الذي يضم 9 مناطق. يقدر عدد سكانها بـ 655 نسمة حسب إحصاء 2015.

## الوصلات الخارجية
- دائرة الاحصاءات العامة